# Corpus scriptorum ecclesiasticorum latinorum
Le Corpus scriptorum ecclesiasticorum latinorum (CSEL), litt. Corpus des écrits ecclésiastiques latins, également appelé « Corpus de Vienne », est une collection d'éditions critiques de Pères de l'Église ayant écrit en latin, publiée par le groupe de travail CSEL de l'Université de Salzbourg.
Le but du CSEL est de réunir les textes des auteurs ecclésiastiques qui ont écrit en latin entre la fin du IIe siècle et la mort de Bède, en 735. Les textes sont édités sur la base de tous les manuscrits conservés, et selon les principes de la critique textuelle moderne; ils visent à remplacer les volumes correspondants de la Patrologie latine. La collection a été créée en 1864 par l'Académie autrichienne des sciences à Vienne et le premier volume a été publié en 1866. Le CSEL contient actuellement une centaine de volumes; à certains d’entre eux ont été ajoutés des tomes supplémentaires sous le même numéro. Quelques-uns des volumes anciens sont disponibles en deuxième tirage actualisé.
Le CSEL se trouve en concurrence avec le Corpus Christianorum aux ambitions plus vastes. Le texte de plusieurs volumes du CSEL et de la Patrologie latine a été intégré à la Library of Latin Texts Online, anciennement CETEDOC Library of Christian Latin Texts (CLCLT), notamment lorsqu'il s'agissait d'offrir des corpus patristiques complets, comme pour les œuvres d'Augustin, de Grégoire, de Jérôme et d'Ambroise.

## Auteurs publiés
Basé sur le site officiel de la CSEL. Les auteurs édités sont listés, avec les numéros de volumes de la collection. La numérotation est conservée quand les ouvrages sont réédités suivant les avancées philologiques. Les auteurs incluent quelquefois les apocryphes.
- Ambroise de Milan ; Ambrosiaster : 32, 62, 64, 73, 78, 79, 81, 82, 106, 107
- Arnobe : 4
- Augustin : 12, 25, 28, 33, 34, 36, 40-44, 50-53, 57, 58, 60, 63, 74, 77, 80, 84, 85, 88-95, 99, 101, 102, 104, 105
- Arator : 72
- Basile de Césarée : 86
- Benoît de Nursie : 75
- Boèce : 48, 67
- Jean Cassien : 13, 17
- Cassiodore : 71
- Commodien : 15
- Cyprianus Gallus : 23
- Cyprien de Carthage : 3
- Ennode de Pavie : 6
- Eucher de Lyon : 31
- Eugippe : 9, 87
- Evagre : 45
- Fauste de Riez : 21
- Flavius Josèphe : 37
- Minucius Félix ; Firmicus Maternus : 2
- Hégésippe de Jérusalem : 66
- Hilaire de Poitiers : 22, 65
- Juvencus : 24
- Fortunatianus d'Aquilée : 103
- Salvien de Marseille : 8
- Philastre de Brescia : 38
- Jérôme de Stridon : 54-56, 59
- Prosper d'Aquitaine : 97, 100
- Claudien Mamert : 11
- Paulin de Nole : 29, 30
- Lactance : 19, 27
- Paul Orose : 5, 18
- Lucifer de Cagliari : 14
- Optat de Milève : 26
- Gaudence de Brescia : 68
- Prudence : 61
- Rufin d'Aquilée : 46
- Coelius Sedulius : 10
- Sulpice Sévère : 1
- Marius Victorinus : 83
- Tertullien : 20, 47, 69, 70, 76
- Victor de Vita : 7
- Victorin de Pettau : 49
- Vigile de Thapse : 109

- Anonymes, collectifs : 35 (Collectio Avellana (en)), 39 (Historia Hierosolymitana), 86 (Règle de saint Basile), 96 (Commentaire de Job), 98 (règles Donastiques et Règle de saint Colomban)
- Poètes chrétiens mineurs (Paulin de Périgueux, Orens d'Auch, Paulin de Pella, Claudius Marius Victor, Proba) : 16

## Évaluation et polémique
Le Corpus scriptorum ecclesiasticorum latinorum était considéré comme le premier pas vers l'édition critique de l'ensemble des auteurs latins. Étant donné les variantes textuelles qui distinguent, par nature, tout manuscrit latin, les éditions critiques, fondées sur la comparaison de tous les manuscrits connus d'une œuvre donnée sont de qualité supérieure aux éditions fondées seulement sur quelques manuscrits clairement identifiés (éditions dites scientifiques) ou aux éditions imprimées anciennes établis à partir de critères obscurs ou mal établis, ce qui est le cas de nombreux volumes de la Patrologie de Migne. 
Actuellement, un tiers des volumes de la Patrologia Latina concernant l'antiquité tardive sont dépassés par des travaux qui reposent sur des bases scientifiques. Quelques volumes du CSEL sont devenus obsolètes à cause d'éditions récentes (Corpus Christianorum Series Latina, Sources chrétiennes, Bibliothèque augustinienne…), environ deux tiers sont encore considérés comme des éditions standard de qualité. Il n’est pas rare que seul le CSEL offre la seule édition critique d'une œuvre.  Actuellement, le Corpus de Vienne constitue avec le Corpus Christianorum des éditions Brepols et sa « Continuatio medievalis », le plus important corpus de textes latins anciens édités de façon critique ou scientifique. Leurs éditions doivent être cités de préférence à celles de la Patrologie latine qui reste cependant une référence utile soit à cause des textes de moins en moins nombreux qui ne sont facilement accessibles que dans celle-ci (notamment les préfaces et introductions des éditions anciennes reprises par Migne), soit en raison de la possibilité de faire des recherches informatisées en mode texte qu'offre la base de données en ligne qui en rassemble l'intégralité (Patrologia latina database), qui est accessible dans de nombreuses bibliothèques publiques.